# Erik Andersen (skakspiller)
 For alternative betydninger, se Erik Andersen. (Se også artikler, som begynder med Erik Andersen)
Erik Andersen (10. april 1904 i Gentofte – 27. februar 1938 i København) var en dansk skakspiller.
Erik Andersen vandt danmarksmesterskabet i skak 12 gange (1923, 1925 – 1927, 1929 – 1936).. Han vandt det nordisk mesterskab i skak i Stockholm i 1930, forsvarede titlen med scoren 3-3 mod Gideon Ståhlberg i 1934, og tabte den med scoren 2½-3½ til Erik Lundin i 1937.
Han deltog også i en række stærke internationale turneringer med gode resultater.
Erik Andersen spillede for Danmark 6 gange i officielle skakolympiader samt den uofficielle skakolympiade i München 1936:
- I Skakolympiaden 1927 i London på andetbræt med scoren: +8 –3 =4
- I Skakolympiaden 1928 i Haag på førstebræt med scoren: +9 –4 =3
- I Skakolympiaden 1930 i Hamborg på førstebræt med scoren: +9 –5 =3
- I Skakolympiaden 1931 i Prag på førstebræt med scoren: +4 –8 =4
- I Skakolympiaden 1933 i Folkestone på førstebræt med scoren: +3 –4 =6
- I Skakolympiaden 1935 i Warszawa på førstebræt med scoren: +7 –10 =1
- I Skakolympiaden 1936 i München på førstebræt med scoren: +6 –7 =6

Han vandt sølvmedalje med holdet i London 1927.